# Mugalikoppa, Shikarpur
Mugalikoppa là một làng thuộc tehsil Shikarpur, huyện Shimoga, bang Karnataka, Ấn Độ.